# Therapeutisches Reiten

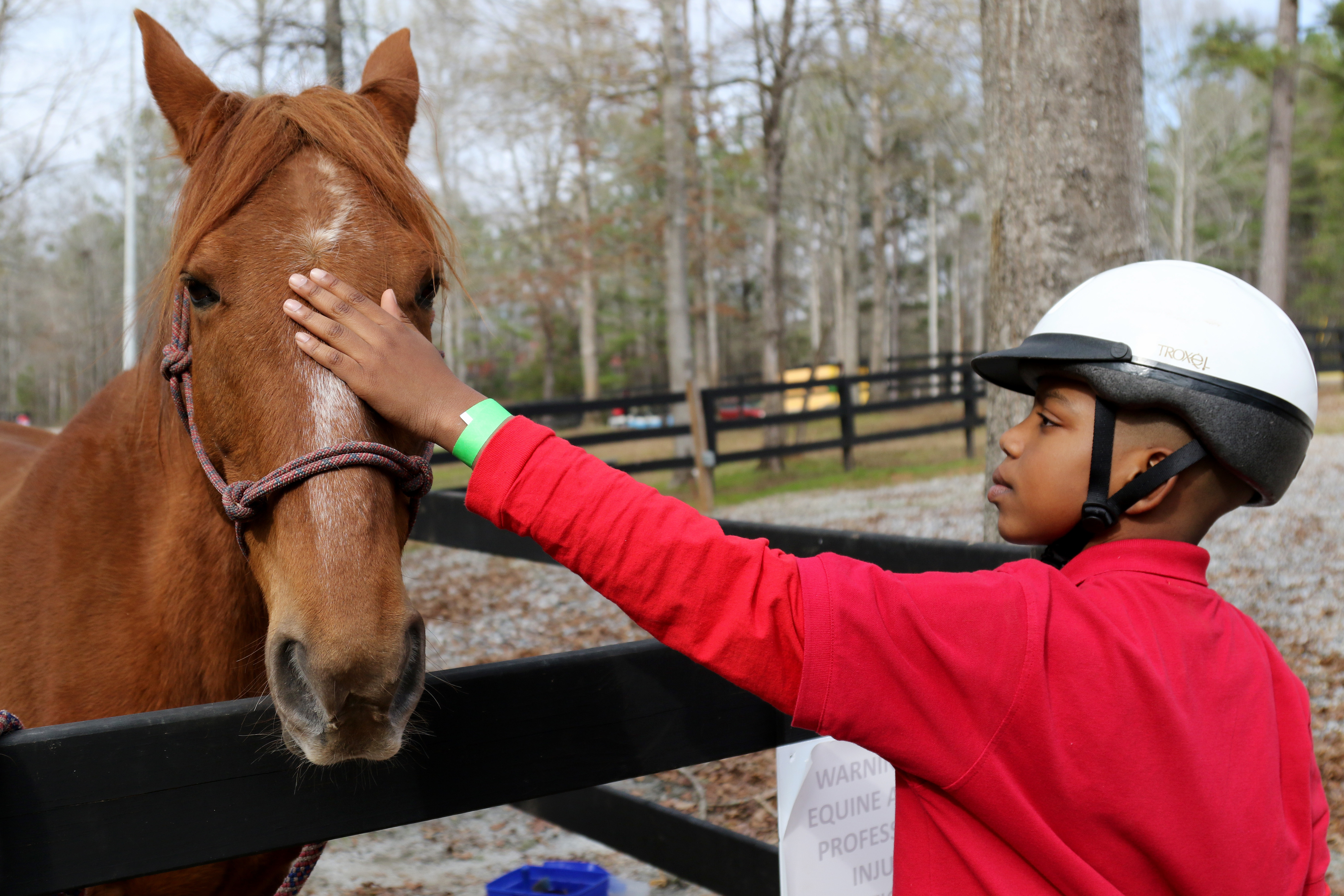
Die entstehende emotionale Bindung zum Pferd kann die seelische und soziale Entwicklung fördern

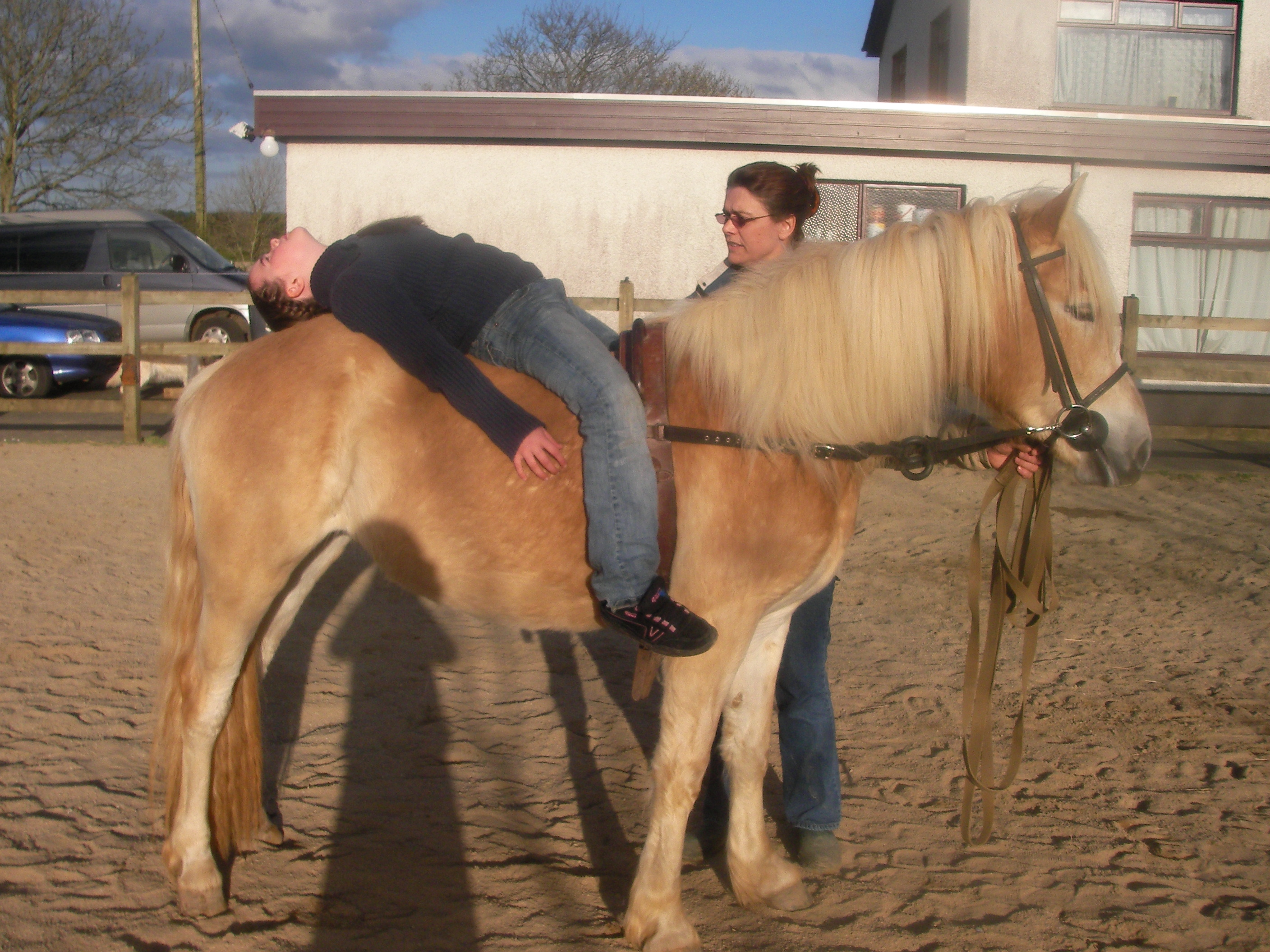
Therapeutisches Reiten

Therapeutisches Reiten umfasst pädagogische, psychologische, psychotherapeutische, rehabilitative und sozial-integrative Maßnahmen, die über das Medium Pferd umgesetzt werden. Zielgruppe sind Kinder, Jugendliche oder Erwachsene mit körperlichen, seelischen und sozialen Entwicklungsstörungen oder Behinderungen. Dabei stehen Therapie und Förderung im Mittelpunkt; reiterliche Fähigkeiten sind dagegen eher nebensächlich.
Zum Fach gehören auch andere Reittiere, die heute nur noch selten eingesetzt werden, etwa Esel, Lamas und Kamele.

## Teilbereiche

### Heilpädagogisches Reiten
Die Arbeit mit dem Medium Pferd und das Reiten sprechen den Menschen ganzheitlich und über alle Sinne an. Sie fördert körperlich, emotional, geistig und sozial. Die Beziehung zum Pferd spielt im heilpädagogischen Reiten eine tragende Rolle. Die Fachkraft fördert im Beziehungsdreieck „Klient-Pferd-Reittherapeut“ den konstruktiven Umgang miteinander. Lernerfahrungen können auf die Gruppe übertragen und geübt werden. Persönliche und soziale Entwicklung ist das Ziel.
In der heilpädagogischen Förderung mit dem Pferd stehen basierend auf der Grunddisziplin der Heilpädagogik soziointegrative, rehabilitative Verhaltensauffälligkeiten bzw. Verhaltensstörungen, geistige und psychische Beeinträchtigungen im Vordergrund.
Die Umsetzung erfolgt durch den direkten Kontakt und Umgang mit dem Pferd, durch das Pflegen des Pferdes, durch Übungen am und auf dem geführten Pferd, durch Arbeit im Stall, mit einem Menschen oder in Gruppenarbeit, für Fortgeschrittene beim Reiten und bei Projekten (Reiterspiele, Geländereiten, Wanderreiten).

### Heilpädagogisches Voltigieren

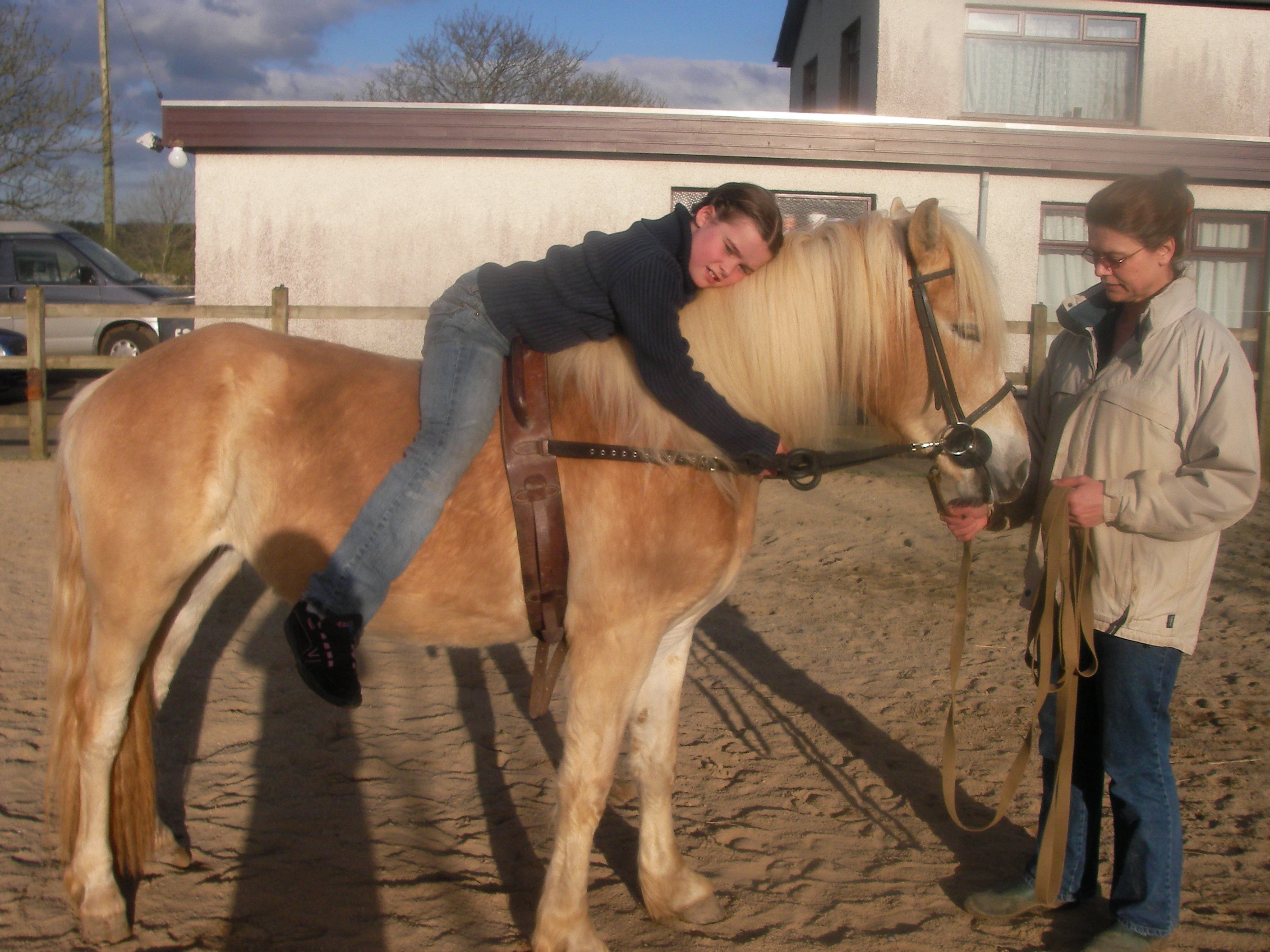
Übungen

Auf dem an der Hand oder an der Longe geführten Pferd werden gymnastische Übungen und Geschicklichkeitsspiele ausgeführt (Voltigieren). Der Bewegungsrhythmus des Pferdes hat eine lockernde, ausgleichende und angstlösende Wirkung, gleichzeitig spricht er auf vielfältige Art und Weise die Wahrnehmung des Reiters an. Durch individuelle Therapieplanung können die individuellen Problematiken gezielt auf die Anforderungen der jeweiligen Behinderung oder Störung abgestimmt werden.

### Hippotherapie
Hippotherapie setzt Pferde zur Physiotherapie und Ergotherapie ein. Dabei sitzt der Patient in der Gangart Schritt auf dem Pferd. Das Pferd wird vom Boden geführt. Die Fachkraft läuft auf der Höhe des Patienten neben dem Pferd, unterstützt und gibt Instruktionen. Bewegungsimpulse des Pferdes werden auf Becken und Wirbelsäule des Menschen übertragen. Der gesamte Bewegungsapparat muss sich neu einpendeln. So können zum Beispiel halbseitig gelähmte Menschen ein Gefühl für ihre Körpermitte entwickeln. Zugleich kann die Muskelspannung positiv beeinflusst werden; schlaffe Muskeln spannen sich an, spastische, also zu stark gespannte Muskulatur hingegen gibt nach. Dadurch wird die gesamte Haltung vor allem des Oberkörpers geschult und das Balancegefühl verbessert.
Zu beachten sind bei der Hippotherapie medizinische Indikationen- und Kontraindikationen. Kontraindikationen können Entzündungen der Wirbelsäule, medikamentös nicht gut eingestellten Anfallsleiden, ein aktiver Schub von Multipler Sklerose, Gefahr von Thrombosen oder Embolien, Bluterkrankheit oder eine Pferdehaarallergie sein.

### Integratives Reiten
Beim integrativen Reiten stehen die sportliche Betätigung und Teilhabe am allgemeinen Reitsport durch spezielle Hilfsmittel und Ausrüstungsgegenstände im Mittelpunkt. Zentral sind die Freude an körperlicher Betätigung, die soziale Integration und Einbindung und der Spaß. Der Fokus liegt nicht auf einer Therapie.

### Ergotherapie mit dem Pferd
Bei der Ergotherapie mit dem Pferd wird alltagsorientiert und klientenzentriert die Selbstständigkeit und Selbstbestimmung in bestimmten Lebenssituationen gefördert. Die Wahrnehmung, Handlungsplanung und -kompetenz, die Selbstsicherheit und die Koordination werden durch das Pferd und sein Umfeld gefördert um in weiterer Folge Alltagssituationen besser meistern zu können.

## Historisches
Leopold Fleckles, Doktor der Heilkunde und Mitglied der medizinischen Fakultät in Wien, wies bereits im Jahre 1835 auf therapeutisches Reiten zur Heilung von Lungenkrankheiten hin; er schrieb: „Das Reiten wird von den erfahrensten Aerzten älterer und neuerer Zeit zur Beherzigung und Befolgung Lungenschwachen anempfohlen.“ Und ohne Quellenangabe zitiert er den berühmten englischen Arzt Thomas Sydenham (1624–1689), der erklärt habe: „Ich kenne kein bewährteres Mittel zur Tilgung der Lungensucht, als das Reiten.“

## Therapiepferd

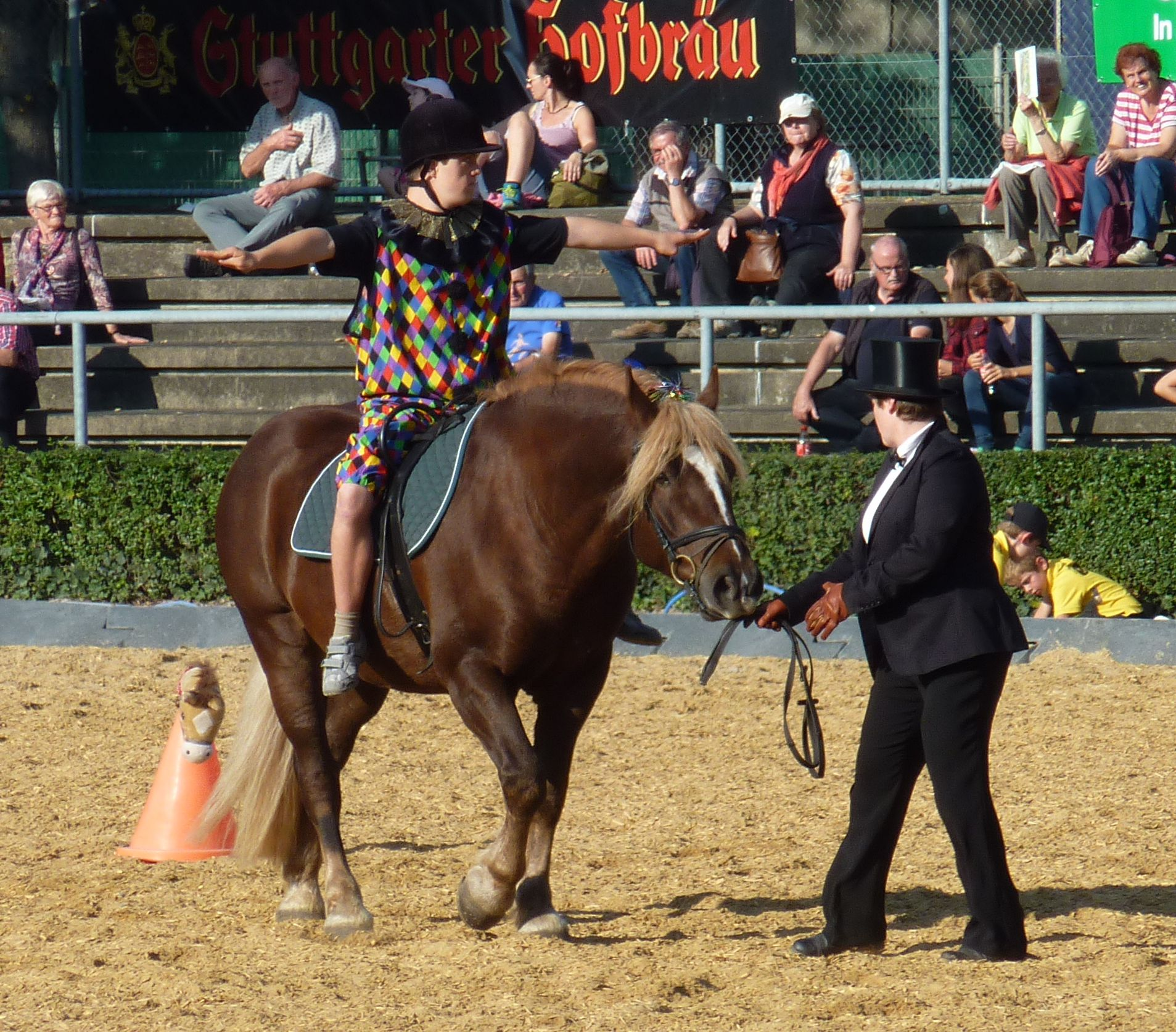
Schwarzwälder Kaltblut als Therapiepferd

Beim therapeutischen Reiten werden speziell ausgebildete Pferde eingesetzt. Sie zeichnen sich durch einen ruhigen, geduldigen, kontaktfreudigen, sensiblen Charakter aus. Meist werden Kleinpferde (Haflinger, Freiberger) und Ponys (Isländer) mit einem Stockmaß von ungefähr 150 cm eingesetzt. Siehe auch Voltigierpferd.

## Ausbildung
Der Beruf Reittherapeut ist kein staatlich anerkannter Ausbildungsberuf, weshalb Einrichtungen, die zum Reittherapeuten ausbilden, unterschiedliche Qualifikationen fordern. Eine pädagogisch-therapeutische Grundausbildung (Pädagoge, Sozialpädagoge, Erzieher, Heilpädagoge) und ein Nachweis über die Qualifikation als Reiter sind Voraussetzungen für das Heilpädagogische Reiten, die der Therapeut, nicht jedoch der Patient, erfüllen muss. Für die Hippotherapie-Zusatzausbildung braucht man neben der reiterlichen Qualifikation einen medizinischen Grundberuf (zum Beispiel Physiotherapeut, Ergotherapeut, Arzt).

## Organisation

### Deutschland
Therapeutisches Reiten umfasst die Bereiche:
- heilpädagogisches Reiten (auch Reitpädagogik genannt),
- heilpädagogisches Voltigieren,
- und Hippotherapie (als Krankengymnastik)

Neben diesen drei bekannten Feldern des Therapeutischen Reitens, die durch das Deutsche Kuratorium für Therapeutisches Reiten DKThR definiert wurden, hat sich weiterhin der Bereich „Therapeutische Förderung mit dem Pferd“ weiterentwickelt. Dabei steht vor allem das therapeutische Handeln im Vordergrund. Folgende Anwendungsbereiche finden sich in diesem thematischen Rahmen:
- Ergotherapeutische Förderung mit dem Pferd
- Logopädische Förderung mit dem Pferd
- Psychotherapeutische Förderung mit dem Pferd

Nicht dazu zählt der Behindertenreitsport, der eine Sportart und keine Therapie ist. Umgangssprachlich wird Therapeutisches Reiten oft auch als Reittherapie bezeichnet. Aus fachlicher Sicht ist Reittherapie aber ein eigenständiger Arbeitsbereich mit Parallelen zum heilpädagogischen Reiten, der sich hauptsächlich mit psychischen und psychosomatischen Krankheiten beschäftigt. Sowohl für Reitpädagogen als auch für Reittherapeuten gibt es getrennte Ausbildungen.
Für Deutschland hat das Bundesministerium für Gesundheit am 20. Juni 2006 mitgeteilt, dass ein therapeutischer Nutzen der Hippotherapie nicht nachgewiesen sei und die Therapie daher als nicht verordnungsfähiges Heilmittel zu führen ist.
Heilpädagogisches Reiten und heilpädagogisches Voltigieren gehören bei vielen Institutionen der Kinder- und Jugendhilfe zum methodischen Angebot und werden von den einweisenden Stellen (z. B. bei Heimerziehung) über den Pflegesatz bezahlt oder können auch Teil ambulanter Hilfen sein (vergleiche Böwer 2003). Oft sind jedoch die Kosten privat zu tragen.

### Österreich
Das österreichische Kuratorium für therapeutisches Reiten gliedert therapeutisches Reitens in die folgenden Sparten:
- Heilpädagogische und therapeutische Förderung mit dem Pferd (früher: heilpädagogisches Reiten und Voltigieren)
- Hippotherapie
- Integratives Reiten
- Ergotherapie mit dem Pferd

### Schweiz
In der Schweiz zahlt die Krankenkasse Hippotherapie.